# العلاقات العمانية السورينامية
العلاقات العمانية السورينامية هي العلاقات الثنائية التي تجمع بين سلطنة عمان وسورينام.

## مقارنة بين البلدين
هذه مقارنة عامة ومرجعية للدولتين:
| وجه المقارنة                                              | سلطنة عمان    | سورينام                        |
| --------------------------------------------------------- | ------------- | ------------------------------ |
| المساحة (كم2)                                             | 309.50 ألف    | 163.27 ألف                     |
| عدد السكان (نسمة)                                         | 4.64 مليون    | 563.40 ألف                     |
| الكثافة السكانية (ن./كم²)                                 | 14.99         | 3.45                           |
| العاصمة                                                   | مسقط          | باراماريبو                     |
| اللغة الرسمية                                             | اللغة العربية | اللغة الهولندية                |
| العملة                                                    | ريال عماني    | دولار سورينامي، غيلدر سورينامي |
| الناتج المحلي الإجمالي (بليون دولار)                      | 72.64 مليار   | 3.32 مليار                     |
| الناتج المحلي الإجمالي (تعادل القوة الشرائية) بليون دولار | 179.49 مليار  | 9.07 مليار                     |
| الناتج المحلي الإجمالي الاسمي للفرد دولار أمريكي          | 15.55 ألف     | 9.48 ألف                       |
| الناتج المحلي الإجمالي للفرد دولار أمريكي                 | 38.63 ألف     | 16.64 ألف                      |
| مؤشر التنمية البشرية                                      | 0.793         | 0.714                          |
| رمز المكالمات الدولي                                      | +968          | +597                           |
| رمز الإنترنت                                              | عمان          | .sr                            |
| المنطقة الزمنية                                           | ت ع م+04:00   | 00                             |

## منظمات دولية مشتركة
يشترك البلدان في عضوية مجموعة من المنظمات الدولية، منها:
| علم المنظمة | اسم المنظمة                        | تاريخ انضمام سلطنة عمان | تاريخ انضمام سورينام |
| ----------- | ---------------------------------- | ----------------------- | -------------------- |
|             | يونسكو                             | 10 فبراير 1972          | 16 يوليو 1976        |
|             | وكالة ضمان الاستثمار متعدد الأطراف | 1989                    | 2 يوليو 2003         |
|             | الأمم المتحدة                      | 7 أكتوبر 1971           | 4 ديسمبر 1975        |
|             | الاتحاد البريدي العالمي            | ?                       | ?                    |
|             | البنك الدولي للإنشاء والتعمير      | 1971                    | 27 يونيو 1978        |
|             | المنظمة الهيدروغرافية الدولية      | ?                       | ?                    |
|             | منظمة التعاون الإسلامي             | 1970                    | ?                    |
|             | منظمة حظر الأسلحة الكيميائية       | ?                       | ?                    |
|             | الاتحاد الدولي للاتصالات           | 28 أبريل 1972           | 15 يوليو 1976        |
|             | مؤسسة التمويل الدولية              | 1973                    | 1 سبتمبر 2011        |
|             | منظمة التجارة العالمية             | 2000                    | ?                    |
|             | منظمة الشرطة الجنائية الدولية      | ?                       | ?                    |

## وصلات خارجية
- موقع وزارة الخارجية العمانية
- موقع وزارة الخارجية السورينامية